# 整體域
整體域是代數數論研究的主要對象，分成兩類：
- 數域：即有理數域 {\displaystyle \mathbb {Q} } 的有限擴張。
- 函數域：這裡是指某個有限域 {\displaystyle \mathbb {F} _{q}} 上有理函數域 {\displaystyle \mathbb {F} _{q}(T)} 的有限擴張。

整體域與局部域相對，整體域對一賦值作完備化便成為局部域。局部域上的分析較為簡單；數學家通常先由局部域入手，再透過阿代爾環之構造研究整體情形。
戴德金與安里西·韋伯在19世紀末首先發現了數域與黎曼曲面的類比；{\displaystyle \mathbb {Q} } 類比於複射影直線 {\displaystyle \mathbb {P} ^{1}}，有限擴張類比於分歧覆疊。安德烈·韋伊在1940年提出代數曲線的黎曼猜想，可視作此想法的進一步發展。
代數數論關心的課題原是數域，然而許多猜想或定理都有函數域上的類比，而後者技術上通常比較簡單。因此，研究函數域有助於啟示或釐清數域的情形。模型論上也有手法能將一些函數域的性質轉移至數域。

## 文獻
- Michael Rosen, Number Theory in Function Fields, Springer (2002). ISBN 0-387-95335-3 .